# Phyllophaga cristagalli
Phyllophaga cristagalli är en skalbaggsart som beskrevs av Gilbert John Arrow 1933. Phyllophaga cristagalli ingår i släktet Phyllophaga och familjen Melolonthidae. Inga underarter finns listade i Catalogue of Life.